# Glenea sexplagiata
Glenea sexplagiata är en skalbaggsart som beskrevs av Aurivillius 1913. Glenea sexplagiata ingår i släktet Glenea och familjen långhorningar. Inga underarter finns listade i Catalogue of Life.